# AussieBum
aussieBum è una azienda di biancheria intima e costumi da bagno maschili australiani. Negli ultimi anni aussieBum ha anche aumentato la propria linea di prodotti ad altri abbigliamento includendo abbigliamento sportivo e loungewear che ha ottenuto un enorme seguito con la moda maschile, rivaleggiando con marchi come Calvin Klein e Dolce & Gabbana.